# Gaius Valerius Flaccus
Gaius Valerius Flaccus Setinus Balbus († pravděpodobně 92, nebo 93), byl římský básník.
O jeho životě se ví velmi málo, byl členem quindecimvirů, kteří spravovali Sibyliny knihy. Z toho lze usoudit, že byl poměrně bohatý.

## Dílo
- Argonautica, 8 knih. Z úvodu vyplývá, že začal psát po dobytí Jeruzaléma (70), v úvodu 4. knihy je zmínka o výbuchu Vesuvu (79). Tento epos byl pravděpodobně nedokončen.Je zde popsáno putování argonautů. Toto dílo je zajímavé tím, že spojuje prvky klasického římského eposu s prvky nového římského eposu. Takových děl lze v římské literatuře najít velmi málo. Tento epos nebyl dlouhou dobu znám a prakticky první po římská zmínka o něm pochází z období renesance.